# Grouplove
Grouplove je americká hudební skupina založená v roce 2009 v Los Angeles. Hrají převážně alternativní rock, indie pop a elektropop.

## Historie

### Zformování skupiny (2009-2010)
Skupina vznikla z pěti přátel, již postupně shromáždili finanční prostředky a vydali se na svůj první koncert, a to v El Cid v Los Angeles 10. května roku 2010. Později téhož roku se kapela vydala na turné s kapelou Florence and the Machine a poté s kapelou The Joy Formidable. V listopadu se kapela dostala mezi největší hudební objevy roku.

### Působení (2011–)
Kapela i nadále vydává a skládá písničky. Momentálně (2024) mají na svém kontě šest alb a dvě EP. Již několik jejich písniček dosáhlo desítek milionů zhlédnutí. V roce 2011 se jejich písnička „Colours“ objevila ve videohrách Madden NFL 12, FIFA 12 a MLB 2K12. Jejich písničky se následně objevovaly i v dalších hrách titulů FIFA a NHL.

## Členové

### Současní členové
- Christian Zucconi – zpěv, rytmická kytara (2009–současnost)
- Hannah Hooper – zpěv, klávesy (2009–současnost)
- Andrew Wessen – hlavní kytara, vokály (2009–současnost)
- Daniel Gleason – basa (2014–současnost)
- Benjamin Homola – bicí (2017–současnost)

### Bývalí členové
- Sean Gadd – basa, vokály (2009–2014)
- Ryan Rabin – bicí, různé nástroje (2009–2017)

## Diskografie
| Název                    | Rok vydání |
| ------------------------ | ---------- |
| Never Trust a Happy Song | 2011       |
| Spreading Rumours        | 2013       |
| Big Mess                 | 2016       |
| Healer                   | 2020       |
| This Is This             | 2021       |
| I Want It All Right Now  | 2023       |

| Název            | Rok vydání |
| ---------------- | ---------- |
| Grouplove        | 2010       |
| Under the Covers | 2015       |
| Little Mess      | 2017       |

| Název                            | Rok vydání |
| -------------------------------- | ---------- |
| "Colours"                        | 2011       |
| "Tongue Tied"                    | 2011       |
| "Lovely Cup"                     | 2011       |
| "Itchin' on a Photograph"        | 2012       |
| "Don't Fly Too Close to the Sun" | 2012       |
| "Make It To Me"                  | 2013       |
| "Ways to Go"                     | 2013       |
| "Shark Attack"                   | 2014       |
| "I'm With You"                   | 2014       |
| "Welcome to Your Life"           | 2016       |
| "Good Morning"                   | 2017       |
| "Remember That Night"            | 2017       |
| "Deleter"                        | 2020       |
| "Youth"                          | 2020       |
| "Inside Out"                     | 2020       |
| "Dancing On My Own"              | 2020       |
| "Broken Angel"                   | 2020       |
| "A Grouplove Christmas"          | 2020       |
| "Wildflowers"                    | 2020       |
| "Deadline"                       | 2021       |
| "You Oughta Know"                | 2021       |
| "Hello"                          | 2023       |
| "All"                            | 2023       |
| "Francine"                       | 2023       |
| "Cheese"                         | 2023       |